# Iwan Pawlowitsch Bardin
Iwan Pawlowitsch Bardin (russisch Иван Павлович Бардин; * 1. Novemberjul. / 13. November 1883greg. in Schiroki Ustup bei Atkarsk im Gouvernement Saratow; † 7. Januar 1960 in Moskau) war ein russischer Metallurg und Hochschullehrer.

## Leben
Bardin besuchte Handwerks- und Landwirtschaftsschulen und begann 1902 auf Drängen seiner Verwandten ein Studium an dem Land- und Forstwissenschaftlichen Institut Nowa Alexandria. Allerdings wurde er wegen Beteiligung an der revolutionären Studentenbewegung während der Russische Revolution 1905 vom Studium ausgeschlossen. 1906 konnte er sein Studium nun am Kiewer Polytechnischen Institut in der agronomischen Abteilung wieder aufnehmen. Er wechselte dann in die chemische Abteilung zu Wassili Ischewski mit Abschluss 1910 als Metallurg für Gusseisen und Stahl. Anschließend lernte er 1910–1911 in den USA als einfacher Arbeiter die Stahlproduktion bis in die Einzelheiten kennen. Nach seiner Rückkehr arbeitete er in verschiedenen Stahlwerken im Donezk-Gebiet und in Kamenskoje (bis 1929). 1912 begegnete er dem Metallurgen und Gründer der russischen Hochöfnerschule M. K. Kurako kennen, was seinen weiteren Lebensweg bestimmte.
1929 wurde Bardin Hauptingenieur des gerade gegründeten Metallurgiekombinats in Kusnezk (Kusbass). Aufgrund seiner technischen Entwicklungen und der Einführung neuer Prinzipien in die Verfahrensentwicklung wurde Bardin 1932 Mitglied der Akademie der Wissenschaften der UdSSR (AN-SSSR), ohne wissenschaftliche Veröffentlichungen nachweisen zu müssen. Auch gründete er im Kombinat Kusnezk das Museum zur Kombinatsgeschichte.
1937 übernahm Bardin leitende Funktionen in der Stahlindustrie (im entsprechenden Volkskommissariat bzw. Ministerium). 1939 wurde er Direktor des von ihm initiierten Instituts für Metallurgie der AN-SSSR in Moskau. In der AN-SSSR wurde er Vizevorsitzender des Rats zur Koordinierung der wissenschaftlichen Aktivitäten der Akademien der Unionsrepubliken und den Filialen der AN-SSSR. 1940 übernahm er die Führung einer Planungsgruppe von Wissenschaftlern für den Aufbau des neuen Stahlkombinats in Tscherepowez (bis 1946). Bardin reiste dorthin mit einem Spezialwaggon, den zu Beginn des Deutsch-Sowjetischen Krieges der deutsche General Paulus benutzte (jetzt im Museum in Tscherepowez). Während des Krieges leitete Bardin die Ural-Filiale der AN-SSSR, gründete einige Forschungsinstitute in Swerdlowsk und organisierte die für die Verteidigung benötigten Ressourcen in den östlichen Landesteilen. 1942 wurde er Vizepräsident der AN-SSSR.
1943–1958 lehrte Bardin am Moskauer Institut für Stahl und Legierungen (MISiS). 1944 wurde er Direktor des Moskauer Zentralen Forschungsinstituts für Stahlmetallurgie, das nach seinem Tode seinen Namen erhielt. Seine Veröffentlichungen behandelten insbesondere Probleme der Stahlherstellung, neue Hochofenkonstruktionen und das Bessemerverfahren. Er wurde Ehrenmitglied der Akademie der Kasachischen SSR (1946), Mitglied bzw. Ehrenmitglied verschiedener US-amerikanischer Fachgesellschaften (1948, 1949) und Mitglied des britischen Iron and Steel Institute (1950).
1955 übernahm Bardin den Vorsitz des sowjetischen Komitees für die Durchführung des Internationalen Geophysikalischen Jahres. Er war Mitglied der Hauptredaktion der Großen Sowjetischen Enzyklopädie. Er wurde Ehrenmitglied des Institut de recherche de la sidérurgie (Irsid) der Usinor (1956), Mitglied der Tschechoslowakischen Akademie der Wissenschaften und der Akademie der Wissenschaften der DDR (1957) sowie der Rumänischen Akademie und der Ungarischen Akademie der Wissenschaften (1958) und Ehrenmitglied der Gesellschaft Deutscher Berg- und Hüttenleute der DDR (1958). In den 1950er Jahren beriet er A. A. Fadejew bei dessen Roman Stahlwerk und kritisierte dessen Stachanow-Ideen darin.
Bardin war ab 1937 Abgeordneter im Unionssowjet des Obersten Sowjets der UdSSR in der 1.–5. Sitzungsperiode für die Oblast Nowosibirsk, die Tatarische Autonome Sozialistische Sowjetrepublik und die Oblast Kemerowo.
Bardins Grab mit Standbild befindet sich auf dem Moskauer Nowodewitschi-Friedhof. Ein Unterwasserberg östlich der Nordspitze Madagaskars trägt Bardins Namen wie auch eine Spitze des Hauptkaukasuskamms.
Seit 1995 wird von der Russischen Akademie der Wissenschaften für herausragende Leistungen auf dem Gebiet der Metallurgie der Bardin-Preis verliehen.

## Ehrungen
- Stalinpreis I. Klasse (1942)
- Held der sozialistischen Arbeit (1945)
- Stalinpreis I. Klasse (1949)
- Leninpreis (1958)
- Leninorden (siebenmal)
- Medaille des Institut de recherche de la sidérurgie (Irsid) der Usinor (1965 postum)